# Eishockey in Hannover
Hannover gehörte zu den ersten deutschen Städten, in denen Eishockey gespielt wurde. 1910 wurde eine Kunsteisbahn eröffnet, die dem DHC Hannover als Spielstätte diente. Nach dem Ende des Zweiten Weltkriegs wurde das Eishockey in Hannover hauptsächlich durch Vertriebene aus Schlesien und dem Sudetenland wieder aufgebaut. So wurde im Mai 1948 die Eissportgesellschaft Hannover (E.S.G.) gegründet, aus dem die heutigen Hannover Indians hervorgingen. Den größten Erfolg eines Clubs aus Hannover feierten die Hannover Scorpions, die Deutscher Eishockeymeister 2010 wurden. Die Vereinslandschaft des Eishockeys in Hannover ist nicht nur auf die Grenzen der Landeshauptstadt beschränkt, sondern umfasst heute die gesamte Region Hannover. So haben die Scorpions ihren Ursprung in der Wedemark, andere Teams aus Langenhagen, Wunstorf oder Celle stammen aus der Region oder tragen dort ihre Heimspiele aus.

## Organisation
Die Organisation des Eishockeys auf Landesebene unterliegt dem Niedersächsischen Eissport-Verband (NEV), welcher dem DEB angeschlossen ist. Der NEV ist zugleich Dachverband für die Sportarten Eiskunstlauf, Eisstockschießen und Eisschnelllauf. Neben dem organisierten Eishockey gibt es auch zahlreiche Hobbymannschaften in der Region Hannover, in verschiedenen Hobbyligen gegeneinander antreten.

## Geschichte

### Anfangsjahre (1910 bis 1914)
Hannover gehört zu den ersten Orten in Deutschland, in denen – ausgehend von Berlin – Eishockey gespielt wurde.
Die ersten Eishockeyspiele in Hannover fanden im Eispalast in der Goethestraße statt. Carl Spieker eröffnete im Oktober 1910 in der ehemaligen Königlichen Wagen-Remise, in der sich zuvor ein „Palmengarten“ und ein „Wintergarten“ befanden, die erste Kunsteisbahn in Hannover. Aufgrund seiner kleinen Spielfläche von 20 × 40 Metern wurde der Eispalast im Volksmund als Spucknapf bezeichnet.

#### DHC Hannover
Die Spiele in den Anfangsjahren des hannoverschen Eishockeys wurden vom DHC Hannover ausgetragen, der heute nur noch Hockey, Tennis und Lacrosse betreibt. Im Winter 1910/11, der die erste in Hannover durchgeführte Eishockey-Spielzeit markiert, wurde am 17. März 1911 ein „Eishockeymatch“ zwischen dem Deutschen Hockey-Club Hannover und dem Berliner Eishockey-Club ausgerichtet, bei dem die Gastgeber mit 3:4 unterlagen. Am 30. März 1911 war der Leipziger Sport-Klub im Eispalast zu Gast beim Deutschen Hockey-Club Hannover. Zum Saisonabschluss standen sich am 9. Mai 1911 der Deutsche Hockey-Club Hannover und die Mannschaft des Berliner Sportclub Preußen gegenüber. Das Siel endete mit 11:5 für den DHC.
In der darauf folgenden Spielzeit 1911/12 trafen am 12. sowie 18. November 1911 jeweils der DHC Hannover und der Akademische Sportverein Dresden im Eispalast aufeinander. Am 12. Januar 1912 wurde in der Verbandszeitung des Deutschen Eislauf-Verbands (DEV) Deutscher Wintersport die Ausschreibung zur ersten „Meisterschaft des Deutschen Eislauf-Verbandes im Eishockey um den Staatspreis des Kulturministers“ für die Amateurmannschaften der dem DEV angehörenden Vereine veröffentlicht. Die Ausschreibung enthielt den Hinweis, dass nach kanadischen Regeln, also mit der Scheibe gespielt wurde. In der Zeitschrift wurden als ernsthafte Titelkandidaten neben den drei Berliner Mannschaften Berliner Schlittschuh-Club, SC Charlottenburg und BFC Preußen auch der Dresdner Akademische SC, der Sportclub Leipzig sowie der DHC Hannover genannt. Letztlich meldete der DHC Hannover sein Team jedoch nicht zur Teilnahme an der Meisterschaft 1912 an, die am 28. Januar 1912 in nur einem einzigen Spiel vom Berliner Schlittschuh-Club gegen den SC Charlottenburg gewonnen wurde. Statt der Teilnahme an der ersten deutschen Eishockeymeisterschaft kam es für das hannoversche Eishockeyteam hingegen zu einer internationalen Begegnung, als der DHC Hannover am 3. Februar nach Brüssel fuhr, um gegen den dortigen Club des Patineurs anzutreten. In den Anfangsjahren spielte der DHC Hannover unter Leitung von Edgar Haverbeck, Spieler war u. a. Killam (Sturm).
Nach der Schließung des Eispalasts im Frühjahr 1912 bemühte sich der DHC Hannover, weiterhin Eishockeyspiele möglich zu machen. Im Januar 1914 legte er auf den Tennisplätzen seines Vereinsgeländes eine Spritzeisbahn an, die den Vereinsmitgliedern zur Verfügung stand. Dort sollten – sofern die Witterung es zuließ – täglich Übungsspiele im Eishockey stattfinden. Für den 25. Januar 1914 war ein Spiel des DHC Hannover gegen eine Berliner Mannschaft geplant.
Mit dem Beginn des Ersten Weltkriegs kam diese erste Phase des hannoverschen Eishockeys zu einem Ende. Bis zum Ende des Zweiten Weltkriegs versank das Eishockey in Hannover in einen Dornröschenschlaf.

### Wichtigste Teams nach dem Zweiten Weltkrieg (seit 1948)

#### Hannover Indians
Die in Kleefeld beheimaten Hannover Indians sind der älteste und traditionsreichste Eishockeyverein der niedersächsischen Landeshauptstadt Hannover. Der erste Vorläuferverein der heutigen Indians war die für den Eishockeysport in Hannover startschussgebende und im Mai 1948 durch Einwanderer aus Schlesien und dem Sudetenland gegründete Eissportgesellschaft Hannover (E.S.G.). Das erste Spiel fand sogar noch vor der Gründung im Januar 1948 gegen den TC Grunewald-Berlin statt. Zunächst diente eine Betonfläche hinter dem Zoo als Trainingsfläche, eine benutzbare Eisfläche stand zur damaligen Zeit noch nicht zur Verfügung.
1956 fusionierte die ESG mit dem Hannoverschen Roll Sport Club (HRSC) zur Roll- und Eissportgesellschaft Hannover (RESG). Einige Rollsportler wandten sich jedoch aufgrund des zu hoch eishockeylastig geführten neuen Vereines ab und gründeten ihrerseits den sich hauptsächlich auf Rollsport konzentrierenden (u. a. Inline-Skaterhockey) Eis- und Rollsportclub Hannover (ERC). Im Sommer 1957 wurde der RESG eine Fläche am Pferdeturm zum Bau einer Kunsteisfläche zur Verfügung gestellt, worauf am 7. November 1959 das Eisstadion am Pferdeturm eröffnet wurde und seit 1960 Punktspiele ausgetragen werden.
Am 18. Dezember 1963 wurde der Verein nach Beschluss auf einer Mitgliederversammlung in Eissport Club (EC) Hannover umbenannt. 1984 ging dieser Verein jedoch Konkurs, worauf der Eissport Club (EC) in Hannover gegründet wurde. Der EC in Hannover war 1994 Gründungsmitglied der Deutschen Eishockey Liga und gehörte dieser Liga bis 1996 an. Nachdem auch der EC in Hannover Konkurs gegangen war, waren es zunächst zwei Vereine, die sich um die Nachfolge bemühten. Einer war der Kleefelder Eissportverein (KEV), der andere der Hannöversche Eissport-Club zu Kleefeld (HECK). Der KEV bekam den Vorzug vor dem HECK, da die meisten Mitglieder bereits zum KEV übergetreten waren.
Seit 2004 wird der Spielbetrieb der Profimannschaft von einer Spielbetriebsgesellschaft mit dem Namen „EC Hannover Indians Eishockey-Spielbetriebs GmbH“ durchgeführt. Die Nachwuchs- und die Frauenmannschaft sind im 2006 umbenannten EC Hannover Indians e. V. organisiert. Die Amateurmannschaften wurden 2009 in den Verein EC Pferdeturmtowers ausgelagert. 2009 gelang den Hannover Indians nach einer 3:0-Finalserie gegen die Roten Teufel Bad Nauheim die sportliche Qualifikation für die 2. Eishockey-Bundesliga. 2013 stiegen sie nach Insolvenz wieder in die Eishockey-Oberliga ab.

#### ESC Wedemark / Hannover Scorpions

Logo des ESC Wedemark 1975

Der Ursprung der Hannover Scorpions liegt in der Gemeinde Wedemark in dessen Ortsteil Mellendorf. 1973 wurde hier neben dem Freibad eine Kunsteisbahn errichtet, welche jedoch zunächst nicht den Maßen einer Eishockeyfläche entsprach. Dennoch wurde 1975 der Eissport Club (ESC) Wedemark gegründet und bot neben Eishockey auch Eisstockschießen, Eiskunstlauf und Eistanz an. Ein Jahr darauf wurde die Fläche dann dem internationalen Maßstab für eine Eishockeyspielfelder angepasst, so dass erstmal auf ihr Punktspiele ausgetragen werden konnten. In der Saison 1977/78 nahm erstmals eine Herrenmannschaft am Spielbetrieb der damals vierthöchsten Liga, der Regionalliga Nord, teil und gewann gleich in ihrer ersten Spielzeit die Meisterschaft. Jedoch blieb dieser Erfolg in den darauf folgenden Jahren nicht wiederholbar und man konnte nur mittlere und untere Plätze belegen. In der Saison 1990/91 konnte, durch den Einstieg des Geldgebers und späteren Besitzers Jochen Haselbacher in die Vereinsführung, der erstmalige Aufstieg der Vereinsgeschichte in die Oberliga erreicht werden.
Bereits in der ersten Oberliga Saison konnte man sich mit dem fünften Platz den Klassenhalt sichern und in der folgenden Spielzeit verpasste man nur knapp den Aufstieg in die 2. Bundesliga. 1994 gelang dann schließlich mit dem kanadischen Duo und späteren Vereinsidolen Joe West und Len Soccio der Aufstieg in die, als Unterbau der neu gegründeten DEL, zweigleisigen 1.Liga. Der Verein wurde daraufhin in ESC Wedemark Wildcats umbenannt und erreichte überraschend als Aufsteiger mit Platz vier die Aufstiegsrunde, wo man jedoch am Heilbronner EC scheiterte. Die Meisterschaft gelang dann nur ein Jahr später in der Saison 1995/96, wo man sowohl die Vor- auch als Meisterschaftsrunde mit dem ersten Platz beenden konnte.
Aufgrund des Verzichts des finanziell angeschlagenen EC Hannover auf seine DEL-Lizenz, konnte die ESC Wedemark Wildcats als Meister der 1. Liga den Platz in der ansonsten als geschlossene Liga ausgespielten DEL einnehmen. Die Mannschaft wurde aus dem Verein in eine Gesellschaft mit beschränkter Haftung ausgelagert und in ihrer ersten DEL-Saison in Wedemark Scorpions umbenannt. Ein Jahr später änderte die Mannschaft ihren Namen in Hannover Scorpions aufgrund der Nähe zur Landeshauptstadt. Es gelang den Hannover Scorpions, u. a. auch durch die vielen Verpflichtungen ehemaliger NHL-Spieler, sich in der höchsten deutschen Spielklasse zu etablieren.
2006 wurde der Stammverein ESC Wedemark in ESC Hannover umbenannt. 2008 gründeten der ehemalige Besitzer des DEL-Clubs Hannover Scorpions Jochen Haselbacher und der Geschäftsführer des DEL-Clubs Marco Stichnoth den ESC Wedemark Scorpions. Dieser fungierte als Stammverein der Hannover Scorpions, nachdem es Streitigkeiten zwischen dem DEL-Club und dem bisherigen Stammverein ESC Hannover (ehemals ESC Wedemark) gekommen war. 2010 endete auch die Kooperation zwischen den Hannover Scorpions und dem ESC Wedemark Scorpions, neuer Stammverein wurde der SC Langenhagen.
Der größte Erfolg der Scorpions war der Gewinn der deutschen Meisterschaft in der Saison 2009/2010.
2013 verkauften die Scorpions ihre DEL-Lizenz nach Schwenningen. Ein neuer Club unter demselben Namen spielt seitdem in der Eishockey-Oberliga.

#### ESC Wedemark Scorpions (2008)

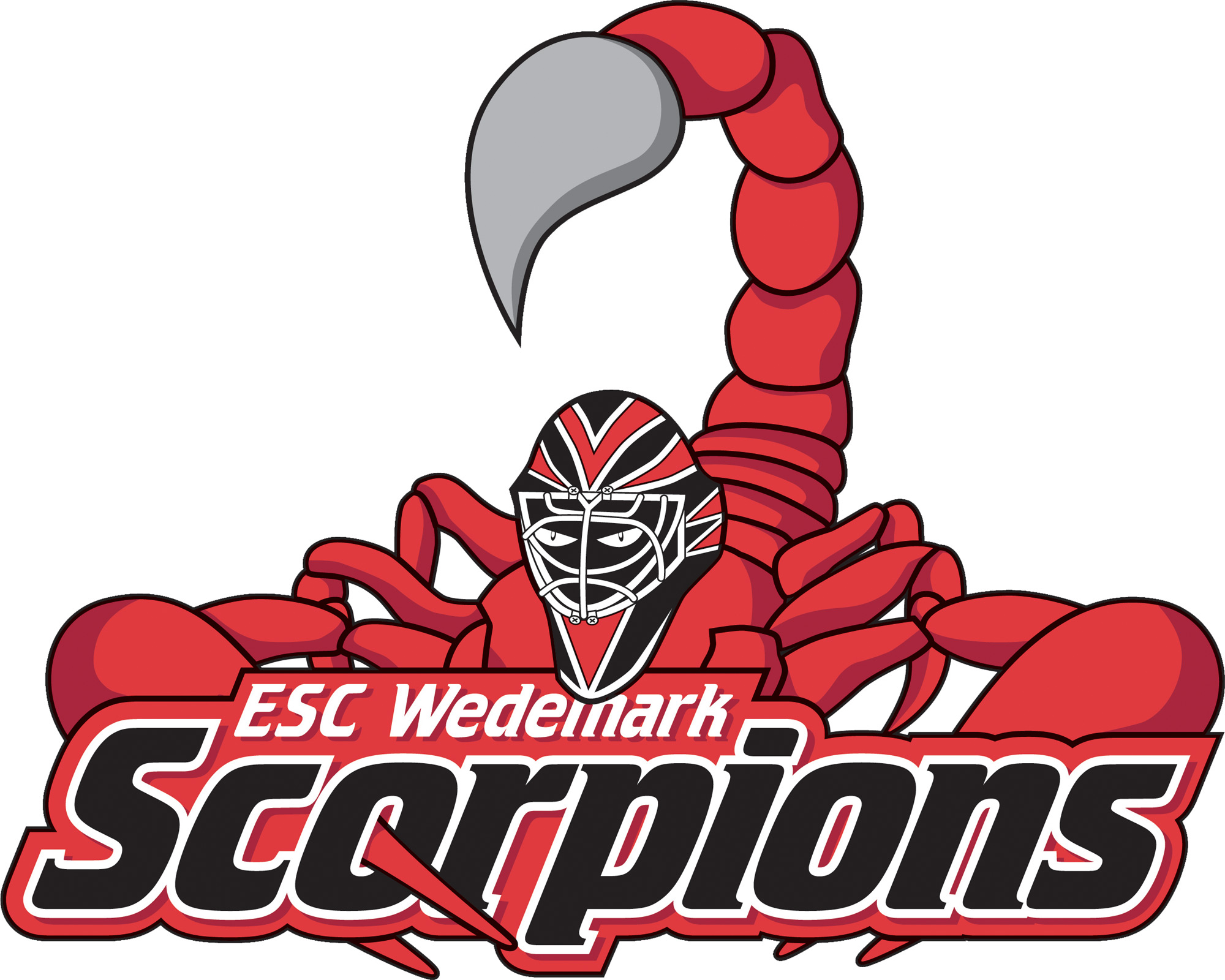
Logo ESC Wedemark-Scorpions

Ab 2012 stellte der 2008 als Stammverein gegründete ESC Wedemark Scorpions eine eigene Herrenmannschaft (ab 2016 auch eine 2. Herrenmannschaft), die in der Verbandsliga Nord startete. 2014 stieg man in die Oberliga Nord auf, wo man auf die neuen Hannover Scorpions traf, die nach dem Verkauf der DEL-Lizenz 2013 in der Oberliga Nord mit Spielort Langenhagen antraten. Schließlich fusionierten die 2017 die Herrenteams der Hannover Scorpions und der ESC Wedemark Scorpions. Seitdem spielen die Hannover Scorpions, betrieben von der Hannover Scorpions Eishockey GmbH, in Wedemark; der ESC Wedemark Scorpions fungiert als Stammverein.

### Weitere Teams (seit den 1990er-Jahren)

#### Hannoverscher Eissport-Club zu Kleefeld (HECK)
Bis zur Saison 2006/07 nahm neben den Mannschaften der Hannover Indians und der Hannover Scorpions unter dem Dach des Hannoverschen Eissport-Club zu Kleefeld (HECK) neben Nachwuchsmannschaften auch eine Seniorenmannschaft am Spielbetrieb – zuletzt in der Niedersachsenliga – teil.
Der Verein nannte sich im Januar 2008 in Eissport - Club - Hannover e. V. (ECH) um – nimmt aber heute nicht mehr am Spielbetrieb teil.

#### EC Celler Oilers
Mangels eines eigenen Stadions nimmt die Eishockeymannschaft des EC Celler Oilers in den Stadien der Region Hannover am Spielbetrieb – meist im Ice-House Mellendorf, vorübergehend im „Lenny Soccio Ice & Event Center“ in Langenhagen – teil. In der Saison 2019/20 spielen die Oilers in der Landesliga Nord (sechsthöchste Klasse).

#### EC Hannover Pferdeturmtowers
Im Sommer 2009 wurde zusätzlich zum EC Hannover der EC Hannover Pferdeturmtowers für den Spielbetrieb der Herrenmannschaften gegründet, der 2009/10 mit zwei Mannschaften am Spielbetrieb teilnahm und in der Saison 2010/11 als Teil der SG Hannover Braves zusammen mit dem EC Hannover noch den Spielbetrieb an der Oberliga Nord fortsetzte. Nach der Ende der Saison 2010/11 stellte der Verein die Teilnahme am Spielbetrieb ein.

#### United North Stars
Für die Saison 2012/2013 bildeten der EC Wedemark und der SC Langenhagen ein gemeinsames Amateurteam, mit dem sie in der Regionalliga Nord spielten. Seit 2014 ist auch der EC Hannover Indians e. V. an der Spielgemeinschaft beteiligt. Bei den United North Stars kommen sowohl Spieler des Oberliga-Teams Hannover Scorpions, als auch des direkten Konkurrenten EC Hannover Indians per Doppellizenz zum Einsatz. Nach dem Ausscheiden des EC Hannover Indians tritt die Mannschaft ab 2016/17 – gebildet vom EC Wedemark und dem SC Langenhagen – als Hannover Scorpions 1b an.

#### EC Wedemark
Im Sommer 2005 wurde die erste Mannschaft des ESC Wedemark unter dem Namen Farmers ausgelagert, die im Juni 2006 aufgrund von finanziellen Problemen in den eigenständigen Verein Eishockeyclub Wedemark übergeleitet wurde. Nachdem 2005/06 an der Regionalliga Nord-Ost teilgenommen wurde, wurde die Mannschaft für die Saison 2006/07 in die Verbandsliga Nord zurückgezogen. Aus der Verbandsliga gelang der Aufstieg in die Regionalliga Nord/Ost 2007/08. Im Sommer 2008 wurde die Mannschaft erneut in die Verbandsliga 2008/09 zurückgezogen. Im Sommer 2009 wurde aus dem Eishockeyclub der Eis Sport Club Wedemark, dessen erste Mannschaft den Beinamen Scorpions trägt.
Dessen erste Mannschaft übernahm die Spielberechtigung für die Regionalliga Nord. 2010 wurde die Mannschaft in die Oberliga Nord aufgenommen, aus der sie in der Saison 2011/12 absteigen musste. Von 2012/2013 bis 2015/16 spielte die Mannschaft in einer Spielgemeinschaft mit dem SC Langenhagen unter dem Namen United North Stars in der Regionalliga Nord. Ab 2016/17 spielt die Mannschaft als Hannover Scorpions 1b.

#### SC Langenhagen
Die Eishockeyabteilung wurde zur Saison 2008/09 gegründet[2] und firmiert unter dem Namen Langenhagen Jets. Die Mannschaft spielte die Saison 2008/09 und 2009/10 in der Regionalliga Nord und qualifizierte sich nach der Restrukturierung der dritten Spielklasse für die Oberliga Nord. Allerdings zogen sich die Jets noch vor Beginn der Saison 2010/11 vom Spielbetrieb zurück und bestritten kein einziges Spiel in der Oberliga. Die 1b-Mannschaft in der Regionalliga Nord wurde damit zur ersten Mannschaft des Vereins. 2012 vereinbarte man eine Spielgemeinschaft mit dem EC Wedemark und spielte von 2012/13 bis 2015/16 unter dem Namen United North Stars und ab 2016/17 als Hannover Scorpions 1b in der Regionalliga Nord. Eine 1b-Mannschaft spielt in der Verbandsliga Nord. Die Frauenmannschaft Lady Jets entstand aus dem Wechsel der Frauenmannschaft des ESC Hannover Scorpions, die in der Saison 2008/09 in der 1. Damenliga Nord spielte, nach Langenhagen.[3] Bis heute spielt der Verein in der zweithöchsten Fraueneishockey-Klasse, je mit einer Mannschaft in der 1. Damen-Liga Nord[4] und der 2. Liga Nord.[5]
Die Eishockeymannschaften spielten in der Lenny Soccio Ice & Event Center Arena in Langenhagen. Gründer der Eissporthalle ist Len Soccio, dessen Trikot bei den Hannover Scorpions unter dem Hallendach hängt. Nach ersten Plänen im August 2006 war im Herbst 2008 Fertigstellung der Sportstätte. Trotz einer Insolvenz der Betreibergesellschaft bereits im Frühjahr 2009, konnte die Eishalle in Langenhagen mit einer neuen Gesellschaft unter Beteiligung von Len Soccio geöffnet bleiben.

#### EC Pferdeturm Hunters
Ab der Saison 2016/17 nahm mit dem EC Pferdeturm Hunters ein neuer Verein mit Mannschaften am Spielbetrieb teil:
Die ursprünglich für die Regionalliga Nord vorgesehene 1. Mannschaft wurde zum 1. Oktober 2016 vom Spielbetrieb zurückgezogen, so dass der Verein mit einer Mannschaft in der – sechstklassigen – Landesliga Nord am Spielbetrieb und einer weiteren Mannschaft in der hobbymäßig organisierten Eishockey-Hannover-Hobbyliga (EHHL) teilnahm.

#### EHC Hannover Warriors
Ab der Saison 2020/21 wird mit dem EHC Hannover Warriors ein weiterer Verein mit zunächst zwei Mannschaften am Spielbetrieb der Landesliga Nord und Hannover Eishockey Liga (HEL) teilnehmen.

### Fraueneishockey
Erstmals nahm in der Saison 1992/93 unter dem Dach des EC in Hannover eine Fraueneishockeymannschaft am Spielbetrieb teil, die ab der Saison 1997/98 an der Fraueneishockey-Bundesliga teilnahm. Nach dem Ende des Spielbetriebs beim EC setzte die Mannschaft den Spielbetrieb in der Fraueneishockey-Bundesliga unter dem Dach des KEV Hannover bis zur Saison 2000/01 fort. Nach der Saison wechselte die Mannschaft zum Hannoversche Eissport-Club zu Kleefeld (HECK) und nahm unter dem Namen Seahawks an der Fraueneishockey-Bundesliga 2001/02 teil. Während der Saison 2002/03 wurde die Mannschaft im Dezember 2002 vom Spielbetrieb zurückgezogen. Die Tradition der Fraueneishockeymannschaften wurde unter dem Dach des heutigen EC Hannover Indians fortgesetzt, als erstmals im Februar 2003 eine Mannschaft ein erstes Freundschaftsspiel gegen die SV Brackwede 1b austrug. und ab der Saison 2003/04 wieder am Spielbetrieb teilnahm. In der Saison 2008/09 nahm zusätzlich zur Mannschaft des EC Hannover Indians eine Mannschaft unter dem Dach des ESC Hannover Scorpions am Spielbetrieb teil, die ab der Saison 2009/10 unter dem Dach des SC Langenhagen spielte. Zur Saison 2018/2019 wechselte die Frauenmannschaft der Hannover LadyJets zum EC Hannover Indians und spielten bis zur Saison 2018/2019 in der ersten Fraueneishockey-Bundesliga. Aktuell spielen die Hannover-Lady-Indians in der 2. Liga Nord.

## Aktuelle Mannschaften

### Herren
Stand: Saison 2020/21
| Klasse | Liga              | Mannschaften                                                                                                   |
| ------ | ----------------- | --- |
| I      | DEL               | keine |
| II     | DEL2              | keine |
| III    | Oberliga Nord     | Hannover Indians Hannover Scorpions                                                                            |
| IV     | Regionalliga Nord | keine |
| V      | Verbandsliga Nord | EC Pferdeturm Hunters ERC Wunstorf Lions                                                                       |
| VI     | Landesliga Nord   | EC Celler Oilers ERC Wunstorf Lions 1b EC Pferdeturm Hunters 1b EC Pferdeturm Hunters 1c EHC Hannover Warriors |

### Frauen
Stand: Saison 2019/20
| Klasse | Liga         | Vereine          |
| ------ | ------------ | ---------------- |
| I      | Bundesliga   | keine            |
| II     | 2. Liga Nord | Hannover Indians |

## Eisstadien

### TUI Arena

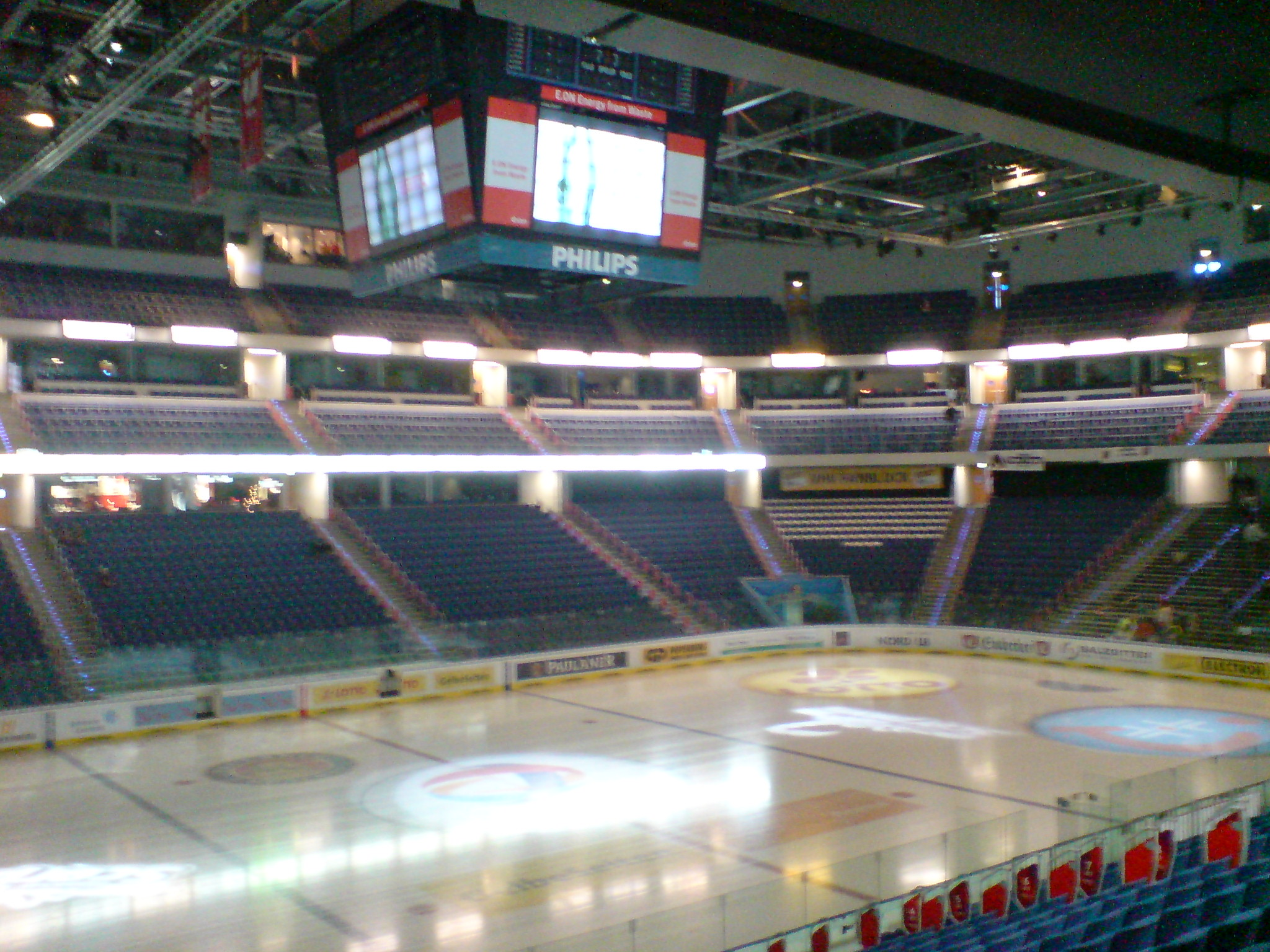
Heimspielstätte der Hannover Scorpions, die TUI Arena

Die TUI Arena (bis 2004 Preussag Arena) ist eine Multifunktionsarena und wurde im April 2000, nach 21-monatiger Bauzeit, im Rahmen der Expo 2000 auf dem Messegelände Hannover eröffnet. Bei Eishockeyspielen bietet sie 10.767 Zuschauern Platz und ist zwischen 2001 und 2013 Heimspielstätte der Hannover Scorpions gewesen.

### Eisstadion am Pferdeturm

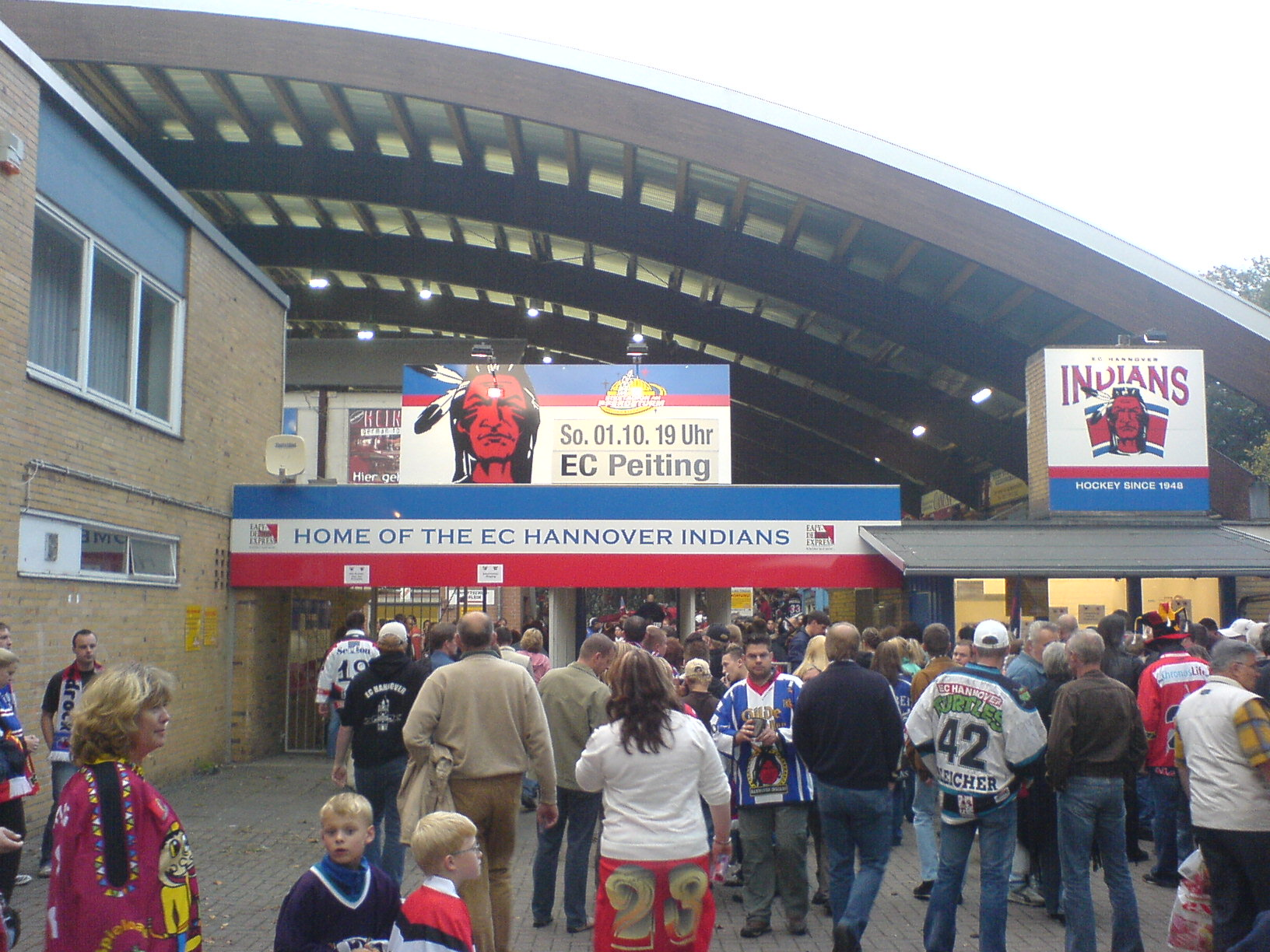
Eisstadion am Pferdeturm

Das Eisstadion am Pferdeturm wurde 1959 erbaut und bietet, überwiegend auf Stehplätzen, Platz für 4608 Zuschauern. Im Stadion trägt der Eishockey-Oberligist Hannover Indians seine Heimspiele aus.

### hus de groot Eisarena
Die hus de groot Eisarena in Mellendorf befindet sich ca. 20 km nördlich vom hannoverschen Stadtzentrum in der Wedemark. Das 1974 als Freilufteisfläche errichtete Eisstadion ist die ehemalige Heimspielstätte der Hannover Scorpions. Heute trägt das Oberligateam, die ESC Wedemark Scorpions, in dem 3800 Zuschauer fassenden Eisstadion ihre Heimspiele aus.

### Lenny Soccio Ice & Event Center
Das 1400 Zuschauer fassende Lenny Soccio Ice & Event Center wurde nach anfänglichen Plänen im August 2006 im Herbst 2008 im Hannoverschen Vorort Langenhagen fertiggestellt. Geschäftsführer ist der ehemalige deutsche Eishockeynationalspieler Len Soccio. Hier tragen neben den Hannover Airport Jets Langenhagen auch der mehrfache deutsche Sledge-Eishockeymeister die Ice Lions Langenhagen. Seit der Oberliga Nord Saison 2013/2014 tragen außerdem die Hannover Scorpions hier ihre Heimspiele aus.